# Amiram Nir
Amiram Nir (עמירם ניר ; 8 décembre 1950 - 30 novembre 1988) est un journaliste israélien qui a servi comme conseiller en matière de lutte au terrorisme auprès de deux premiers ministres israéliens. Il a joué un rôle dans l'affaire Iran-Contra. 

## Carrière
Amiram Nir épouse l'aristocrate et investisseuse Judy Shalom Nir-Mozes (en) en 1982.
Nir sert comme gérant de campagne auprès de Shimon Peres en 1977 et comme porte-parole du parti de Peres. Plus tard, il est nommé correspondant pour la télévision israélienne. En 1982, il est correspondant militaire pour Aroutz 1 (Channel 1 en anglais). Il atteint également le grade de lieutenant colonel dans la réserve de l'Armée de défense d'Israël.
En novembre 1984, Nir est nommé au nouveau poste de conseiller à la lutte au terrorisme auprès du premier ministre Shimon Peres, poste qu'il occupe auprès du premier ministre suivant, Yitzhak Shamir. À ce poste, Nir joue un rôle essentiel dans la réplique israélienne au détournement du navire Achille Lauro en 1985.
Nir joue aussi un rôle dans l'affaire Iran-Contra,,,. Quand l'affaire est dévoilée à la fin 1986, le gouvernement  israélien lui interdit d'échanger avec les autorités américaines. Il remet sa démission de son poste de conseiller en mars 1987 à la suite de critiques pour son rôle dans l'affaire et à cause des accusations de son contact américain, Oliver North, qui tente de lui faire porter le blâme. Il a déclaré se sentir « neutralisé de son autorité » (neutralized of his authority). Au milieu des années 1980, Nir parle à Bob Woodward, journaliste au Washington Post, et lui annonce son intention de vendre sa version de l'affaire Iran-Contra au plus offrant.
Après sa démission du gouvernement israélien, Nir ouvre à Londres un bureau pour une firme de sécurité israélienne ; il dirige une transaction d'armes et de pétrole pour des acheteurs mexicains. Le 30 novembre 1988, son Cessna de location éprouve des ennuis de moteur. Officiellement, il meurt dans l'écrasement de l'avion. Toutefois, des rumeurs circulent comme quoi il aurait été tué à Mexico,, celles-ci notamment relayées par son fils en 2014,,. Après sa mort, « une série de vols systématiques » (a systematic series of burglaries), accomplis par des professionnels qui n'ont jamais été capturés, visent les documents sur l'affaire Iran-Contra.